# Indische probleem
Het Indische probleem is een beroemd schaakprobleem, in 1844 wereldkundig gemaakt door Shagird alias Henry Loveday en gepubliceerd in Howard Stauntons Chess Player's Chronicle.
Dit probleem uit 1844 is naar huidige maatstaven incorrect omdat de oplossing meerdere correcte beginzetten heeft. Er zijn dan ook moderne varianten bekend die oplossingen met een enkele correcte beginzet aanbieden.

## Originele variant
Halverwege de 19e eeuw dook een mysterieus schaakprobleem uit de Oriënt op waarvan werd gezegd dat zelfs de sterkste spelers het niet konden oplossen. Paul Morphy zou het dagenlang geprobeerd hebben tot hij tijdens een vispartij in de Mississippi viel en van schrik de oplossing ingegeven kreeg.
Het was 1844 toen ene Shagird een schaakprobleem stuurde aan Staunton, redacteur van Chess Player's Chronicle. Shagird schreef:  "Ik heb het genoegen u hierbij een probleem aan te bieden en hoop dat u het zijn publicatie waardig zult vinden. Het heeft eenieder aan wie het hier in India getoond is verbluft, waaronder mijn gerespecteerde tegenstander, wijlen Keramat-Ali."
Door de naam van de afzender dacht Staunton dat het om een Indiase inzending ging. De puzzel werd dan ook bekend als 'het Indische probleem'  dat van maart tot december 1845 op de omslag van de Chess Player"s Chronicle stond. Het was het moeilijkste probleem die Staunton ooit gezien had die zelfs sommigen van de beste Engelse meesters niet konden oplossen. Staunton zou de oplossing pas in het laatste nummer van dat jaar publiceren en zij die niet zolang konden wachten zou hij desgewenst de oplossing per brief toesturen.
De oplossing kent maar liefst negen goede beginzetten, wat het probleem extra moeilijk en intrigerend maakte: om de oplossing te vinden moest je eerst het idee vinden, wat in die tijd nieuw was. Dat idee zit in de tweede zet. Nadat wit een wachtzet speelt (hiervan zijn negen mogelijkheden) heeft zwart steeds slechts een enkele zet tot zijn beschikking. Het ingenieuze idee is dat de kracht van wits donkere loper wordt geofferd zonder offering van het stuk zelf. Met de zet 2.Lc1 passeert de loper het kritische veld d2, dat daarna door de toren op die veld te plaatsen afgesloten wordt. Hiermee wordt pat vermeden en een dodelijke batterij gevormd.

## Saint-Amants variant
Zodra hij er lucht van kreeg publiceerde Saint-Amant een aangepaste versie van het probleem in Le Palamède. Het schijnt dat ook de bezoekers van het beroemde Café de La Régence in Parijs de oplossing niet konden vinden en dat alleen Ignatius Calvi, na een hele nacht erop gebroed te hebben, de oplossing gevonden had. 
Het Indische probleem is een van de beroemdste problemen uit de schaakgeschiedenis geworden. Het staat voor het begin van alle strategische ideeën. De exotische mysterie dat eromheen hing fascineerde het schaakpubliek van toen en zou navolging krijgen in de vorm van inzendingen die eveneens een exotische origine voorwendden. 

## Identiteit problemist
Pas in 1855 werd duidelijk dat Shagird al in 1848 in Delhi overleden was, en dat hij in werkelijkheid niemand anders dan Henry Loveday was. Staunton heeft sindsdien gedacht dat Loveday met zijn schuilnaam te kennen gegeven had niet de auteur van de schaakproblemen te zijn geweest, en dat het echt om Indiase problemen ging. In Das Indische Problem, een boek van Kohtz en Kockelkorn dat specifiek over dit stukje schaakgeschiedenis gaat, wordt echter betoogd dat Loveday wel degelijk de maker van het beroemde probleem moet zijn geweest: van de vier problemen die hij aan Staunton verstuurd had was er één waar hij nadrukkelijk verwees naar 'de beroemde Indiase schaker Moonshee Waris Ali uit Delhi'. Onder meer hieruit zou opgemaakt moeten kunnen worden dat Loveday de andere problemen zelf had gemaakt.

## Hedendaags variant
Omdat de oplossing van het historische Indische probleem dus maar liefst negen goede beginzetten heeft, is het schaakprobleem naar huidige maatstaven incorrect. Hiernaast derhalve hetzelfde probleem in een modern jasje.
De oplossing blijft verbluffend. Zwart dreigt zichzelf pat te zetten na … b5-b4. Als wit de penning van het paard moet opgeven, zal hij de tegenstander niet in drie zetten mat kunnen zetten. Precies op dat moment wordt de toren zodanig op het pad van de loper geplaatst dat de zwart alleen met de Koning een zet kan zetten en wel zo dat het verplicht een dodelijk vluchtveld in moet lopen: dit vluchtveld bevindt zich namelijk in de batterij van de toren en loper. De batterij wordt dan afgevuurd en het is mat.